# Euchorthippus nigrilineatus
Euchorthippus nigrilineatus is een rechtvleugelig insect uit de familie veldsprinkhanen (Acrididae). De wetenschappelijke naam van deze soort is voor het eerst geldig gepubliceerd in 1993 door Zheng & Wang.